# 11e cérémonie des Magritte du cinéma
La 11e cérémonie des Magritte du cinéma, organisée par l'Académie André Delvaux, se déroule le 12 février 2022 au Square de Bruxelles, et récompense les films sortis en Belgique en 2020 et 2021. Le président de cette année est le réalisateur Thierry Michel.
À cette occasion, l'Académie décerne pour la première fois le Magritte du meilleur court métrage documentaire.
Les films Une vie démente et Un monde remportent chacun sept récompenses.

## Présentateurs et intervenants
Par ordre d'apparition.
- Damien Gillard, voix-off de la cérémonie
- Les drag queens Emmanuel Dell'Erba (« La marâtre »), Drag Couenne, Lady Leggy, Alvilda, Puka Harana, Veronika, Athena Sorgelikis, Daisy Superbitch et Susan From Grindr, pour une danse chorégraphiée sur la chanson Womanizer de Britney Spears, puis un sketch d'introduction
- Laurence Bibot et Achille Ridolfi, dans une capsule vidéo humoristique « Cette fois, c'est moi ! »
- Laurence Bibot, première maîtresse de cérémonie, assistée des drag queens Athena Sorgelikis et Veronika, pour la remise du Magritte du meilleur espoir féminin et du Magritte du meilleur espoir masculin
- Laura Wandel, dans une capsule vidéo « close-up » présentant son film Un monde
- Laurence Bibot, Athena Sorgelikis et Veronika, pour la remise du Magritte du meilleur premier film
- Thierry Michel, président de la cérémonie, pour la remise du Magritte du meilleur court métrage documentaire et du Magritte du meilleur documentaire
- Ingrid Heiderscheidt et Achille Ridolfi, dans une capsule vidéo humoristique « Cette fois, c'est moi ! »
- Ingrid Heiderscheidt, deuxième maîtresse de cérémonie, assistée des drag queens Lady Leggy et Puki Harana, pour la remise du Magritte du meilleur scénario original ou adaptation et du Magritte du meilleur montage
- Joachim Lafosse, dans une capsule vidéo « close-up » présentant son film Les Intranquilles
- Ingrid Heiderscheidt, Lady Leggy et Puki Harana, pour la remise du Magritte de la meilleure image, du Magritte du meilleur décor et du Magritte des meilleurs costumes
- Fabrice Du Welz, dans une capsule vidéo « close-up » présentant son film Adoration
- Ingrid Heiderscheidt, Lady Leggy et Puki Harana, pour la remise du Magritte du meilleur court métrage de fiction et du Magritte du meilleur court métrage d'animation
- Séquence d'hommage aux disparus du cinéma belge
- Charlie Herscovici (président de la Fondation Magritte) et Jane Birkin, pour la remise du Magritte d'honneur à Marion Hänsel (reçu par son fils, Yan Ackermans
- Alex Vizorek et Achille Ridolfi, dans une capsule vidéo humoristique « Cette fois, c'est moi ! »
- Achille Ridolfi, troisième maître de cérémonie, assisté des drag queen Suzan From Grindr et Athena Sorgelikis, pour la remise du Magritte de la meilleure musique originale, du Magritte du meilleur son
- Frédéric Fonteyne et Anne Paulicevich, dans une capsule vidéo « close-up » présentant leur film Filles de joie
- Dena et Achille Ridolfi, dans une capsule vidéo humoristique « Cette fois, c'est moi ! »
- Dena, quatrième maîtresse de cérémonie, assistée des drag queens Lady Leggy et Alvilda pour la remise du Magritte du meilleur film flamand, du Magritte du meilleur acteur dans un second rôle et du Magritte de la meilleure actrice dans un second rôle
- Ann Sirot et Raphaël Balboni, dans une capsule vidéo « close-up » présentant leur film Une vie démente
- Dena, Lady Leggy et Alvilda pour la remise du Magritte de la meilleure réalisation, du Magritte du meilleur acteur dans un second rôle et du Magritte de la meilleure actrice dans un second rôle
- Bwanga Pilipili, Inno JP et Achille Ridolfi, dans une capsule vidéo humoristique « Cette fois, c'est moi ! »
- Bwanga Pilipili, Daisy Superbitch et Athena Sorgelikis, pour la remise du Magritte du meilleur film étranger en coproduction et du Magritte du meilleur acteur
- Pierre de Maere, pour l'interprétation de La chanson de Maxence (Les Demoiselles de Rochefort)
- Bwanga Pilipili, Daisy Superbitch et Athena Sorgelikis, pour la remise du Magritte de la meilleure actrice
- Thierry Michel, pour la remise du Magritte du meilleur film

## Palmarès

### Meilleur film
- Une vie démente de Ann Sirot et Raphaël Balboni
  - Adoration de Fabrice Du Welz
  - Filles de joie de Frédéric Fonteyne et Anne Paulicevich
  - Les Intranquilles de Joachim Lafosse
  - Un monde de Laura Wandel

### Meilleur premier film
- Un monde de Laura Wandel
  - Fils de plouc de Lenny Guit et Harpo Guit
  - Jumbo de Zoé Wittock
  - Une vie démente de Ann Sirot et Raphaël Balboni

### Meilleur réalisateur
- Un monde : Laura Wandel
  - Adoration : Fabrice Du Welz
  - Les Intranquilles : Joachim Lafosse
  - Une vie démente : Ann Sirot et Raphaël Balboni

### Meilleur film flamand
- La Civil de Teodora Ana Mihai
  - The Barefoot Emperor de Peter Brosens et Jessica Woodworth
  - Dealer de Jeroen Perceval
  - Rookie de Lieven Van Baelen

### Meilleur film étranger en coproduction
- Titane de Julia Ducournau
  - Adam de Maryam Touzani
  - L'Homme qui a vendu sa peau (The Man Who Sold His Skin) de Kaouther Ben Hania
  - Onoda, 10 000 nuits dans la jungle de Arthur Harari

### Meilleur scénario original ou adaptation
- Une vie démente : Ann Sirot et Raphaël Balboni
  - Filles de joie : Anne Paulicevich
  - Les Intranquilles : Joachim Lafosse
  - Un monde : Laura Wandel

### Meilleure actrice
- Une vie démente : Jo Deseure
  - Adam : Lubna Azabal
  - Adieu les cons : Virginie Efira
  - Une vie démente : Lucie Debay

### Meilleur acteur
- Une vie démente : Jean Le Peltier
  - Cette musique ne joue pour personne : Bouli Lanners
  - Serre moi fort : Arieh Worthalter
  - Slalom : Jérémie Renier

### Meilleure actrice dans un second rôle
- Un monde : Laura Verlinden
  - Fils de plouc : Claire Bodson
  - Les Choses qu'on dit, les choses qu'on fait : Émilie Dequenne
  - Titane : Myriem Akheddiou

### Meilleur acteur dans un second rôle
- Une vie démente : Gilles Remiche
  - Adoration : Benoît Poelvoorde
  - Jumbo : Sam Louwyck
  - Les Intranquilles : Patrick Descamps

### Meilleur espoir féminin
- Un monde : Maya Vanderbeque
  - Adoration : Fantine Harduin
  - Benedetta : Daphné Patakia
  - Illusions perdues : Salomé Dewaels

### Meilleur espoir masculin
- Un monde : Günter Duret
  - Des hommes: Yoann Zimmer
  - Mandibules : Roméo Elvis
  - SpaceBoy : Basile Grunberger

### Meilleure image
- Titane : Ruben Impens
  - Adoration : Manu Dacosse
  - Un monde : Frédéric Noirhomme

### Meilleur son
- Un monde : Mathieu Cox, Corinne Dubien, Thomas Grimm-Landsberg, David Vranken
  - Titane : Séverin Favriau, Fabrice Osinski, Stéphane Thiébaut
  - Une vie démente : Bruno Schweisguth, Julien Mizac, Philippe Charbonnel

### Meilleurs décors
- Une vie démente : Lisa Etienne
  - Les Intranquilles : Anna Falguères
  - Titane : Laurie Colson, Lise Péault

### Meilleurs costumes
- Une vie démente : Frédérick Denis
  - Filles de joie : Ann Lauwerys
  - Mon légionnaire : Catherine Cosme

### Meilleure musique originale
- Adoration : Vincent Cahay
  - Ma voix t'accompagnera : Loup Mormont
  - Rookie : Daan

### Meilleur montage
- Un monde : Nicolas Rumpl
  - Les Intranquilles : Marie-Hélène Dozo
  - Une vie démente : Sophie Vercruysse, Raphaël Balboni

### Meilleur court-métrage de fiction
- Sprötch de Xavier Seron
  - L'Enfant salamandre de Théo Degen
  - T'es morte Hélène de Michiel Blanchart
  - Titan de Valéry Carnoy

### Meilleur court-métrage d'animation
- On est pas près d'être des super héros de Lia Bertels
  - Amours libres de Emily Worms
  - Le Quatuor à cornes - Là-haut sur la montagne de Benjamin Botella et Arnaud Demuynck
  - Tête de linotte ! de Gaspar Chabaud

### Meilleur court métrage documentaire
- Mother's de Hippolyte Leibovici
  - Belgium-20 de Jean-Benoît Ugeux
  - Juliette the Great de Alice Khol
  - Maîtresse de Linda Ibbari

### Meilleur long métrage documentaire
- Petit Samedi de Paloma Sermon-Daï
  - #salepute de Florence Hainaut et Myriam Leroy
  - Chasser les dragons de Alexandra Kandy-Longuet
  - Ma voix t'accompagnera de Bruno Tracq

### Magritte d'honneur
- Marion Hänsel

## Statistiques

### Nominations multiples
- 12 : Une vie démente
- 10: Un monde
- 6: Adoration, Les Intranquilles
- 5: Titane
- 3: Filles de joie
- 2: Adam, Jumbo, Fils de plouc, Ma voix t'accompagnera, Rookie

### Récompenses multiples
- 7 : Un monde, Une vie démente
- 2: Titane